# 福島県立小高商業高等学校
福島県立小高商業高等学校（ふくしまけんりつ おだかしょうぎょうこうとうがっこう）は、福島県南相馬市小高区にあった県立商業高等学校。常磐線小高駅から徒歩10〜15分ほどかかる。
東日本大震災の影響によりサテライト校として、福島県立原町高等学校の敷地内に仮設校舎を建設し教育活動を行なっていた。
2017年（平成29年）3月31日に閉校となり、小高工業高校と統合する形で新設校「福島県立小高産業技術高等学校」として新たな歴史を刻み始める。

## 設置学科
- 全日制
  - 流通ビジネス科 定員40名
  - 情報ビジネス科 定員40名

## 沿革
- 1910年（明治43年） 11月 - 小高裁縫補習学校として開校
- 1948年（昭和23年） 4月 - 福島県立小高農業高等学校となる
- 1956年（昭和31年） 4月 - 福島県立小高農工高等学校と改称
- 1973年（昭和48年） 4月 - 福島県立小高高等学校と改称
- 1982年（昭和57年） 4月 - 現校名に改称
- 1988年（昭和63年） 4月 - 情処理科1学級新設
- 1990年（平成 2年） 4月 - 創立80周年記念式典挙行
- 1994年（平成 6年） 4月 - 商業科3学級、情報処理科1学級となる
- 1998年（平成 9年） 4月 - 新入生より制服をブレザー型に改定
- 1998年（平成10年） 4月 - 商業科3学級を流通ビジネス科2学級と会計科1学級に改編
- 2000年（平成12年）10月 - 創立90周年記念式典挙行
- 2002年（平成14年） 4月 - 流通ビジネス科1学級減となる
- 2006年（平成18年） 4月 - 会計科募集停止、流通ビジネス科1学級、情報処理科1学級となる
- 2007年（平成19年） - 小高だいこんかりんとう発売
- 2010年（平成22年）10月 - 創立100周年記念式典挙行
- 2011年（平成23年）
  - 3月11日 - 東日本大震災発生
  - 5月11日 - サテライト方式で授業開始　福島校（福島商業高校内）、相馬校（相馬東高校内）
- 2012年（平成24年）
  - 4月 1日 - サテライト校を原町高校内に集約
  - 8月27日 - 原町高校内に仮設校舎にて授業開始
- 2013年（平成25年） 4月 - 情報処理科から情報ビジネス科へ学科名変更
- 2014年（平成26年）
  - 11月15日 - 震災後初の浮城祭（公開文化祭）開催
- 2015年（平成27年）
  - 12月 - 「キャリア教育優良教育委員会、学校およびPTA団体等文部科学大臣表彰」を受賞
- 2016年（平成28年）
  - 2月 - 「小高商業高校発！復興味わい弁当」、「小高商業高校発！復興にぎり飯セット」を販売[1]（株式会社ローソン協力）
  - 4月 - 第12回復興グルメF-1大会in南相馬 準優勝
  - 7月 - 小高区PRアニメ製作開始（福島GAINAX協力）
  - 10月 - 商業研究部による新商品「かぼちゃのあしあと」「リトルシンデレラ」発売[2]（菓詩工房わたなべ協力）
  - 10月 - 第13回復興グルメF-1大会in石巻 優勝
- 2017年（平成29年）
  - 1月 - 平成28年度 中学生・高校生の国際理解・国際交流論文「朝河貫一賞」受賞[3]
  - 1月 - 「小高商業高校発！味わい中華幕の内弁当」、「小高商業高校発！会津味噌仕立ての豚汁」を販売[4]（株式会社ローソン協力）
  - 3月19日 - 小高区PRアニメ「Our trajectory〜きらめく未来へ〜」完成[5]（福島GAINAX協力）
  - 3月31日 - 閉校

## 部活動
- 運動部
- 陸上競技部
- バレーボール部
- ソフトテニス部
- バスケットボール部
- バドミントン部
- 卓球部

- 文化部
- 吹奏楽部
- 珠算部
- 商業研究部
- 商業部
  - プログラミング班
  - 簿記班
  - ワープロ班
- 生活教養愛好会

## その他
2011年3月11日の東北地方太平洋沖地震に伴って発生した福島第一原子力発電所事故により避難指示がされた福島第一原子力発電所を中心とする半径20km以内の地域にあるため、福島県立福島商業高等学校に仮の事務所が設けられた。また、入試に関しては合否判定が不可能となったためII期選抜試験受験者全員を合格とする措置がとられた。
少子化に伴う生徒数の減少に対応するため、2017年4月をもって小高工業高校と統合し、福島県立小高産業技術高等学校が開校するのに伴い、3月に閉校することとなった。

## 主な卒業生
- 橘麻紀（女優）※小高農工高校卒業